# Yelena Isinbáyeva

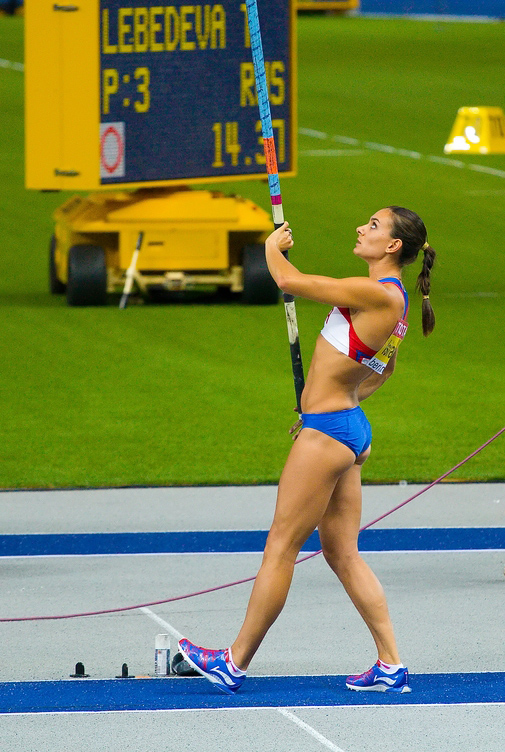
Isinbáyeva durante el Campeonato Mundial de Atletismo de 2009 en Berlín.

Yelena Gadzhíyevna Isinbáyeva (en ruso: Елена Гаджиевна Исинбаева; Volgogrado, Óblast de Volgogrado, Unión Soviética, 3 de junio de 1982) es una exatleta rusa, especializada en salto con pértiga, campeona olímpica, del mundo y europea de esta prueba. Ha batido la plusmarca mundial de salto con pértiga femenino en un total de 28 ocasiones, 15 al aire libre y 13 en pista cubierta. Ostenta los récords del mundo de pértiga al aire libre (5,06 m), olímpico (5,05 m) y de los Campeonatos del Mundo (5,01 m).

## Carrera profesional
Tras llegar a lo más alto en su especialidad y batir el récord del mundo en varias ocasiones, saltando más de 5 metros en el año 2005 y dominando la prueba sin dar opción a sus rivales, su progreso sufrió un estancamiento. Isinbáyeva seguía ganando con suficiencia, pero pasó una crisis de resultados. En ese tiempo cambió de entrenador para ponerse a las órdenes del hombre que llevó al éxito a Serguéi Bubka, Vasili Petrov. Isinbáyeva volvió a batir de nuevo el récord del mundo en tres ocasiones en el año 2008, dejando la plusmarca mundial en 5,05 metros en los Juegos Olímpicos de Pekín.
Más de un año después, el 28 de agosto de 2009, Isinbáyeva superaría de nuevo su plusmarca en el mitin de Zúrich, situando el listón a 5,06 metros del suelo. Su entrenador afirmaba que podía llegar a saltar 5,15 o 5,20 metros. Isinbayeva quedó eliminada en el Mundial de Berlín al iniciar la competición en 4,75, altura en la que derribó el listón. Luego optó por pasar a los 4,80 e hizo dos nulos, por lo que cayó y provocó la primera gran sorpresa de la competición.
El último récord que consiguió fue el 23 de febrero de 2012 en Estocolmo al establecer una nueva plusmarca en pista cubierta con un salto de 5,01 metros.
En los Juegos Olímpicos de Londres 2012, tuvo que conformarse con la medalla de bronce con una marca de 4,70 metros, por detrás de la estadounidense Jennifer Suhr y la cubana Yarisley Silva.
El 3 de marzo de 2013 cedió el récord en pista cubierta logrado en Estocolmo a Jennifer Suhr, que la supera con un salto de 5,02 metros en el campeonato de Estados Unidos, disputado en Albuquerque.
El 13 de agosto de 2013, en el campeonato mundial de atletismo celebrado en Moscú, Isinbáyeva se retiró de la competición tras haber ganado el oro, logrando su mejor salto de la temporada con 4,89 metros.

## Galardones
La IAAF la eligió como la mejor atleta del año en 2004, 2005 y 2008.
En 2007 y 2009 recibió el prestigioso Premio Laureus a la mejor deportista femenina del año.
El 2 de septiembre de 2009 se le otorgó el Premio Príncipe de Asturias de los Deportes.

## Resultados
| Año  | Competición                 | Lugar      | Puesto | Marca |
| ---- | --------------------------- | ---------- | ------ | ----- |
| 2001 | Campeonato del Mundo Indoor | Lisboa     | 7.ª    | 4,25m |
| 2002 | Campeonato de Europa        | Múnich     | 2.ª    | 4,55m |
| 2003 | Campeonato del Mundo Indoor | Birmingham | 2.ª    | 4,60m |
| 2003 | Campeonato del Mundo        | París      | 3.ª    | 4,65m |
| 2004 | Campeonato del Mundo Indoor | Budapest   | 1.ª    | 4,86m |
| 2004 | Juegos Olímpicos            | Atenas     | 1.ª    | 4,91m |
| 2005 | Campeonato de Europa Indoor | Madrid     | 1.ª    | 4,90m |
| 2005 | Campeonato del Mundo        | Helsinki   | 1.ª    | 5,01m |
| 2006 | Campeonato del Mundo Indoor | Moscú      | 1.ª    | 4,80m |
| 2006 | Campeonato de Europa        | Gotemburgo | 1.ª    | 4,80m |
| 2006 | Copa del Mundo              | Atenas     | 1.ª    | 4,60m |
| 2007 | Campeonato del Mundo        | Osaka      | 1.ª    | 4,80m |
| 2008 | Campeonato del Mundo Indoor | Valencia   | 1.ª    | 4,75m |
| 2008 | Juegos Olímpicos            | Pekín      | 1.ª    | 5,05m |
| 2009 | Campeonato del Mundo        | Berlín     | DNF    | XXX   |
| 2012 | Campeonato del Mundo Indoor | Estambul   | 1.ª    | 4,80m |
| 2012 | Juegos Olímpicos            | Londres    | 3.ª    | 4,70m |
| 2013 | Campeonato del Mundo        | Moscú      | 1.ª    | 4,89m |

## Récords del mundo

### Al aire libre
- 4,82m (Gateshead, 14 de julio de 2003)
- 4,87m (Gateshead, 27 de junio de 2004)
- 4,89m (Birmingham, 25 de julio de 2004)
- 4,90m (Londres, 30 de julio de 2004)
- 4,91m (Atenas, 24 de agosto de 2004)
- 4,92m (Bruselas, 3 de septiembre de 2004)
- 4,93m (Lausana, 5 de julio de 2005)
- 4,95m (Madrid, 16 de julio de 2005)
- 4,96m (Londres, 22 de julio de 2005)
- 5,00m (Londres, 22 de julio de 2005)
- 5,01m (Helsinki, 12 de agosto de 2005)
- 5,03m (Roma, 11 de julio de 2008)
- 5,04m (Mónaco, 29 de julio de 2008)
- 5,05m (Pekín, 18 de agosto de 2008)
- 5,06m (Zúrich, 28 de agosto de 2009)

### En pista cubierta
- 4,83m (Donetsk, 15 de febrero de 2004)
- 4,85m (Atenas, 20 de febrero de 2004)
- 4,86m (Budapest, 6 de marzo de 2004)
- 4,87m (Donetsk, 12 de febrero de 2005)
- 4,88m (Birmingham, 18 de febrero de 2005)
- 4,89m (Liévin, 26 de febrero de 2005)
- 4,90m (Madrid, 6 de marzo de 2005)
- 4,91m (Donetsk, 12 de febrero de 2006)
- 4,93m (Donetsk, 10 de febrero de 2007)
- 4,95m (Donetsk, 16 de febrero de 2008)
- 4,97m (Donetsk, 15 de febrero de 2009)
- 5,00m (Donetsk, 15 de febrero de 2009)
- 5,01m (Estocolmo, 23 de febrero de 2012)

## Vida personal
Su padre, Gadzhi Gadzhiyevich Isinbayev, es un fontanero Tabasaran (grupo étnico del sur del Daguestán), mientras que su madre, dependienta, es rusa. Isinbayeva también tiene una hermana llamada Inna. Isinbayeva tuvo orígenes humildes y recuerda que sus padres tuvieron que hacer muchos sacrificios financieros al principio de su carrera.
Tiene una licenciatura y una maestría después de graduarse de la Academia Estatal de Cultura Física de Volgogrado. Actualmente continúa sus estudios de posgrado allí y también estudia en la Universidad Técnica Nacional de Donetsk.
En las competiciones de clubes rusos representa al equipo militar ferroviario; formalmente es oficial del ejército ruso y el 4 de agosto de 2005 se le otorgó el rango militar de teniente superior antes de ser ascendida a capitana en agosto de 2008. En 2015, fue ascendida al rango de mayor y firmó un contrato de cinco años con las Fuerzas Armadas rusas.
El 2 de diciembre de 2010 pronunció un discurso ante los delegados de la FIFA en Zúrich. Posteriormente en esa ocasión se anunció que Rusia será la sede de la Copa Mundial de la FIFA 2018.
Yelena Isinbayeva es ahora miembro del club 'Campeones por la Paz', un grupo de 54 famosos atletas de élite comprometidos a servir a la paz en el mundo a través del deporte, creado por Peace and Sport, una organización internacional con sede en Mónaco.
El 15 de agosto de 2013, Isinbayeva generó controversia al condenar la homosexualidad, criticar a los atletas por apoyar los derechos LGBT y pronunciarse a favor de una ley que prohíbe la "propaganda homosexual dirigida a niños" en Rusia, que había suscitado duras críticas por parte de algunos representantes de la comunidad internacional y había llevó a los activistas a pedir un boicot de los Juegos Olímpicos de Invierno de 2014 en la localidad rusa de Sochi, llamando a los atletas extranjeros a "respetar las tradiciones rusas". Isinbayeva fue embajadora de los juegos y dio la bienvenida a los atletas como "alcalde" de la Villa Olímpica de Sochi. Más tarde emitió un comunicado a través de la IAAF, el organismo rector mundial del atletismo, diciendo que fue "mal entendida" debido a su mal inglés. Anteriormente, Isinbayeva había hecho comentarios críticos en respuesta a un gesto de la saltadora de altura sueca Emma Green Tregaro y otras personas que se habían pintado las uñas con los colores del arcoíris como expresión de apoyo a los gays y lesbianas en Rusia y en protesta contra las leyes recientemente aprobadas. prohibir lo que el gobierno ruso describe como propaganda de relaciones sexuales no tradicionales dirigidas a menores. Posteriormente, el Comité Olímpico Sueco advirtió a sus atletas que no participaran en el mismo tipo de manifestaciones en los Juegos Olímpicos de Sochi
El 7 de febrero de 2014, Isinbayeva, mientras estaba embarazada, fue una de las últimas portadoras de la antorcha de la ceremonia de apertura de los Juegos Olímpicos de Invierno de 2014. Tiene dos hijos, Eva, nacida el 28 de junio de 2014 y Dobrynya, nacida el 14 de febrero de 2018. Se casó con el padre de Eva, el lanzador de jabalina Nikita Petinov (n. 1990) poco antes del nacimiento de su hija y celebró su boda el 12 de diciembre de 2014.
En julio de 2023, la Fundación Anticorrupción informó que Isinbayeva había adquirido la ciudadanía española y poseía múltiples propiedades en España. 

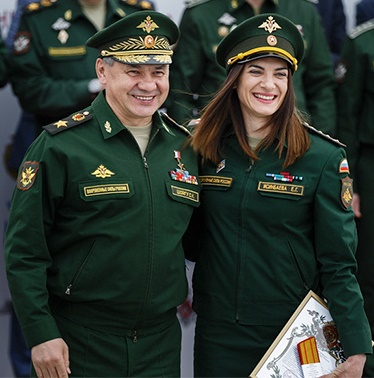
El Ministro de Defensa ruso Serguéi Shoigú, otorga otro rango militar a Elena Isimbaeva en 2015.

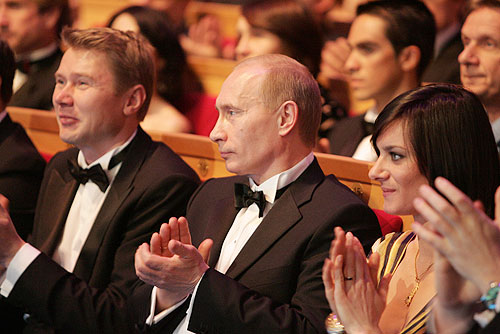
Teatro MARIINSKY, San Petersburgo. Con Putin en la ceremonia de entrega de los premios 2008 de la Laureus World Sports Academy.